# Biến độc tố
Biến độc tố hay toxoid là một độc tố vi khuẩn (thường là ngoại độc tố) không còn độc tính hoặc độc tính bị ức chế bởi hóa chất (formalin) hoặc do xử lý nhiệt, trong khi các đặc tính khác, thường là khả năng tạo miễn dịch, vẫn được duy trì. Vì vậy, khi được sử dụng trong quá trình tiêm chủng, đáp ứng miễn dịch vẫn xảy ra và trí nhớ miễn dịch được hình thành để chống lại chất độc nhưng không gây ra bệnh do độc tố gây ra. Trong các tài liệu y tế quốc tế, biến độc tố còn được gọi là anatoxin hoặc anatoxine. Hiện nay đã có biến độc tố để phòng ngừa bạch hầu, uốn ván và ngộ độc thịt.
Biến độc tố được sử dụng như vaccine vì chúng tạo ra đáp ứng miễn dịch giống với độc tố ban đầu hoặc tăng phản ứng với kháng nguyên khác vì các dấu chuẩn độc tố và các dấu chuẩn biến độc tố vẫn được giữ lại. Ví dụ, biến độc tố uốn ván có nguồn gốc từ độc tố tetanospasmin được sản xuất bởi vi khuẩn Clostridium tetani. Clostridium tetani gây ra bệnh uốn ván và được phòng ngừa bằng vaccine DTaP. Botulinum được sản xuất bởi Clostridium botulinum và gây ra bệnh ngộ độc thịt nguy hiểm đến tính mạng. Mặc dù bệnh nhân đôi khi có thể phàn nàn về tác dụng phụ sau khi tiêm vaccine, nhưng tác dụng phụ này liên quan đến quá trình đáp ứng miễn dịch và làm sạch độc tố, chứ không phải tác dụng trực tiếp của chất độc. Biến độc tố đã bị làm bất hoạt nên không còn độc lực như độc tố ban đầu.
Nhiều loại biến độc tố tetanus được sử dụng bởi nhiều trung tâm huyết tương ở Hoa Kỳ để phát triển những người có khả năng miễn dịch cao để sản xuất globulin miễn dịch chống uốn ván của con người (globulin miễn dịch uốn ván (TIG), HyperTet (c) ), phương pháp này ở hầu hết các nước phát triển đã thay thế chất kháng độc tetanus dạng huyết thanh lấy từ ngựa cổ điển.